# Monty Sunshine
Monty Sunshine (* 8. April 1928 in Stepney, London; † 30. November 2010) war ein britischer Klarinettist und Bandleader des Dixieland-Revivals.

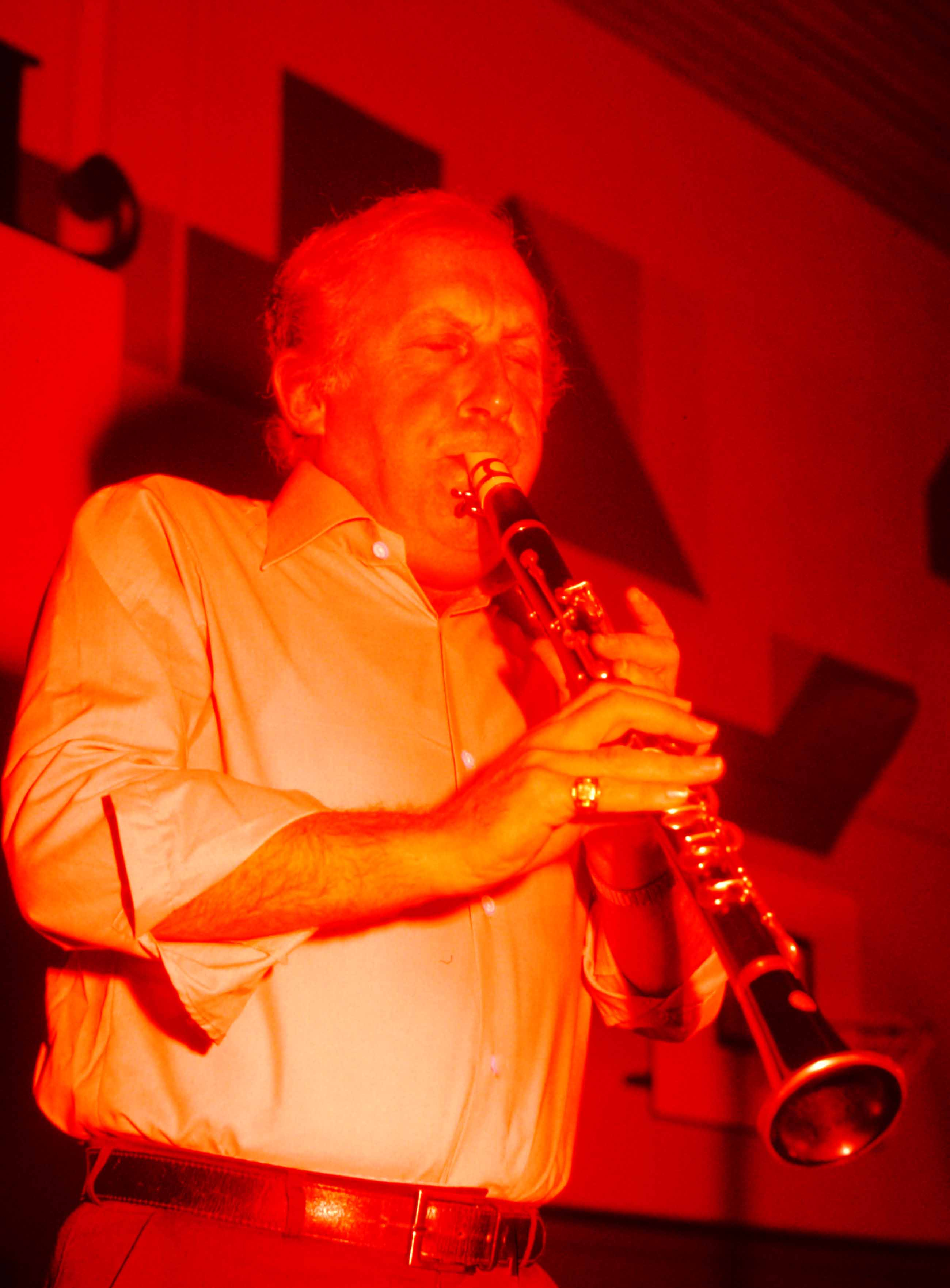
Monty Sunshine (Heiningen 1976)

## Leben und Wirken
Sunshine wurde als Sohn eines Schneiders in Stepney in Ost-London geboren und besuchte die Camberwell School of Art. Als Student begann er Klarinette zu spielen, nach dem Vorbild von Johnny Dodds und George Lewis. 1949 spielte er in der „Crane River Jazz Band“ mit dem Kornettisten Ken Colyer, die sehr wichtig war für die Entwicklung des traditionellen Jazz in England. 1951 traten sie in der ursprünglichen Besetzung letztmals in der Royal Festival Hall auf. Nach dem Weggang von Colyer und anderen zu den „Christie Brothers Stompers“ wurde sie von Sonny Morris und Monty Sunshine bis 1953 gemeinsam geleitet. 1953 bildeten Chris Barber und Sunshine unter der Leitung von Ken Colyer, der damals aus New Orleans zurückkehrte, eine Band („Ken Colyer and his Jazzmen“) mit Ron Bowden (Schlagzeug), Lonnie Donegan (Banjo) und dem Bassisten Jim Bray, aus der im Mai 1954 (nachdem sie sich wegen musikalischer Differenzen von Colyer getrennt hatten) die „Chris Barber Band“ wurde.
Monty Sunshine war bis 1960 Klarinettist der Band (sein Nachfolger war Ian Wheeler aus der Band von Colyer), deren Profil er als Solist stark prägte. 1959 hatte er mit ihr einen großen Hit mit seinem Solo in Sidney Bechets Petite fleur. Die Single war eine Auskopplung aus einer LP von 1956, verkaufte sich millionenfach und brachte Barber und Sunshine eine Goldene Schallplatte. Nach seiner Zeit bei Barber bildete er seine eigene Band (damals mit dem Trompeter Rod Mason und dem Pianisten Ronny Parker), die er stets in Sextett-Form beließ und mit der er bis ungefähr 2001 auftrat. Sie gehörte wie die Bands von Chris Barber und Ken Colyer zu den bekanntesten europäischen Formationen des Traditional Jazz. Nach einer Reunion 1975 spielte er mehrfach als Gastsolist bei Chris Barber. Sunshine war besonders in Deutschland sehr erfolgreich und machte zahlreiche Plattenaufnahmen.
Er starb am 30. November 2010.

## Weblinks

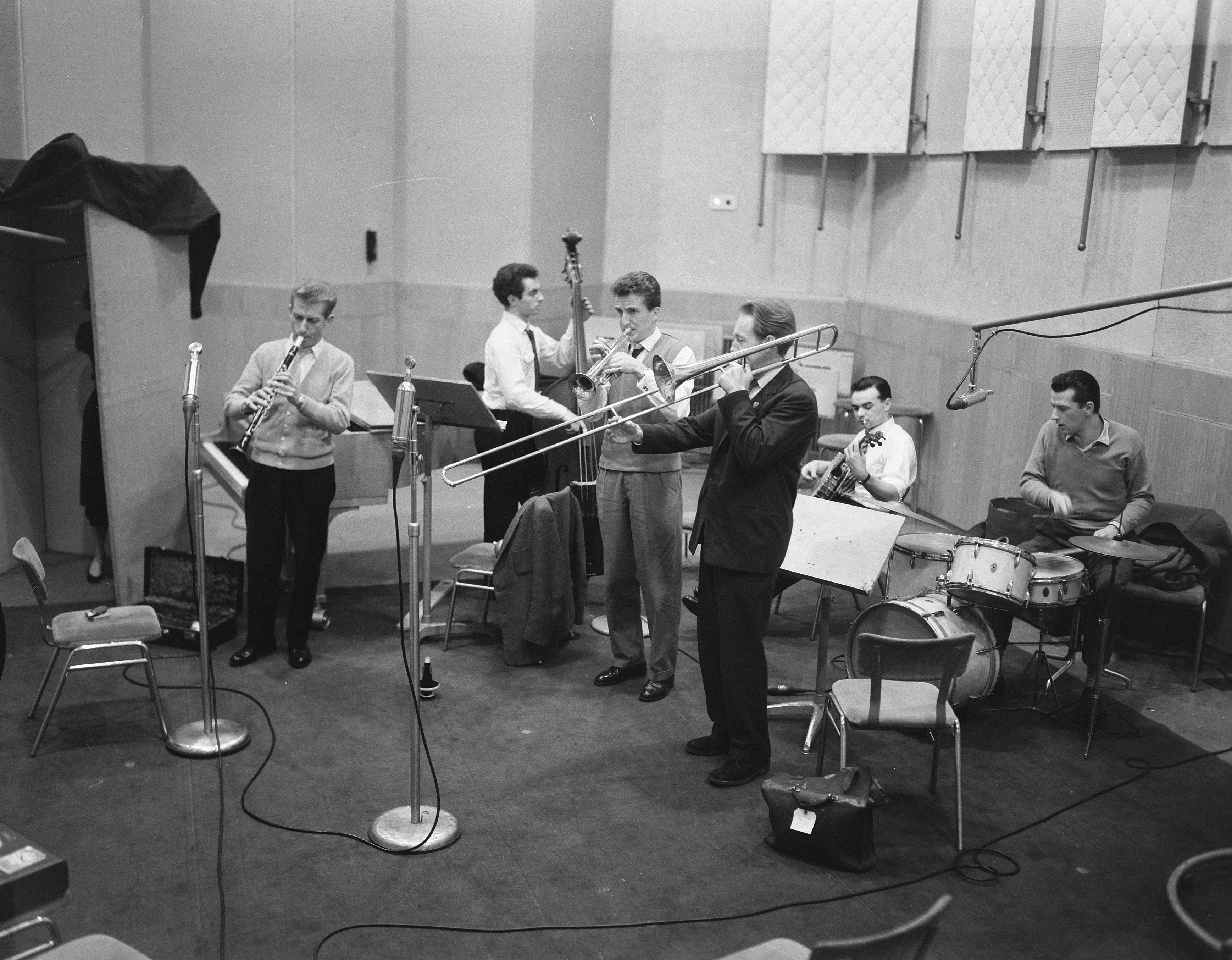
Monty Sunshine (links) (1957)